# Terremoto de Guerrero de 2021
El terremoto de Guerrero de 2021 sucedió a las 20:47:46 CST (2021-09-08 01:47:46 UTC) el 7 de septiembre del 2021 con una magnitud de 7.0 según el Servicio Geológico de Estados Unidos o 7.1Mw según el Servicio Sismológico Nacional. Su epicentro fue en el estado de Guerrero, a 11 km al suroeste de Acapulco de Juárez. Fue un terremoto de falla de cabalgamiento ubicado en o cerca del límite de la zona de subducción de la placa norteamericana y la placa de Cocos; ocurrió en la extensión sur de la Brecha de Guerrero. El terremoto mató a 14 personas e hirió al menos a otras 23. Al menos 1.6 millones de personas en México se vieron afectadas por el terremoto que resultó en daños severos localizados. Es el terremoto más grande desde el terremoto de Oaxaca de 2020 que tuvo una magnitud estimada de 7.4Mw y el más mortífero desde el terremoto de Oaxaca de 2018 que mató indirectamente a 14 personas.
La prensa y las redes sociales destacaron la coincidencia en la fecha de este sismo con la del terremoto de Chiapas de 2017 que también ocurrió un 7 de septiembre, 4 años antes; incluso, al igual que en aquel sismo, en este se presentaron luces de terremoto. Fuera de esas coincidencias no existe mayor relación entre ellos debido a la distancia entre los epicentros de un sismo y el otro.

## Geología
Ubicado en la cima de tres de las grandes placas tectónicas, México es una de las regiones más sísmicamente activas del mundo. El movimiento relativo de estas placas de la corteza causa terremotos frecuentes y erupciones volcánicas ocasionales. La mayor parte de la masa terrestre mexicana se encuentra en la placa norteamericana en movimiento hacia el oeste. El fondo del Océano Pacífico al sur de México está siendo llevado hacia el noreste por la placa de Cocos subyacente. Debido a que la corteza oceánica es relativamente densa, cuando el fondo del Océano Pacífico se encuentra con la corteza continental más ligera de la masa continental mexicana, el fondo oceánico se subduce debajo de la placa de América del Norte creando la profunda trinchera de América Central a lo largo de la costa sur de México. También como resultado de esta convergencia, la masa terrestre de México que se mueve hacia el oeste se ralentiza y se arruga creando las cadenas montañosas del sur de México y terremotos cerca de la costa sur de México.
La Ciudad de México es vulnerable a los terremotos. La razón principal de esto es la geología de la superficie de la zona, especialmente el centro de la ciudad. La ciudad fue construida originalmente en una isla en el medio del lago Texcoco, y las reglas aztecas construyeron diques para prevenir inundaciones mientras que las reglas coloniales españolas drenaron más adelante los lagos en un proyecto hidráulico masivo (conocido como el Desagüe) en respuesta a las inundaciones periódicas importantes. La geología cercana a la superficie de esta área se clasifica en tres secciones: el antiguo lecho del lago, que es arcilla blanda de ceniza volcánica con un alto contenido de agua, un área de piedemonte, gran parte de la cual está cubierta por 5 a 30 metros de lava de menos de 2.500 años de antigüedad, y una antigua zona del delta del río.
En el lecho del lago histórico, el limo predominante y los sedimentos de arcilla volcánica amplifican la sacudida sísmica. El daño a las estructuras se ve agravado por la licuefacción del suelo, que causa la pérdida de soporte de los cimientos y contribuye a la asentamiento espectacular de grandes edificios.

### Tectónica en el estado de Guerrero

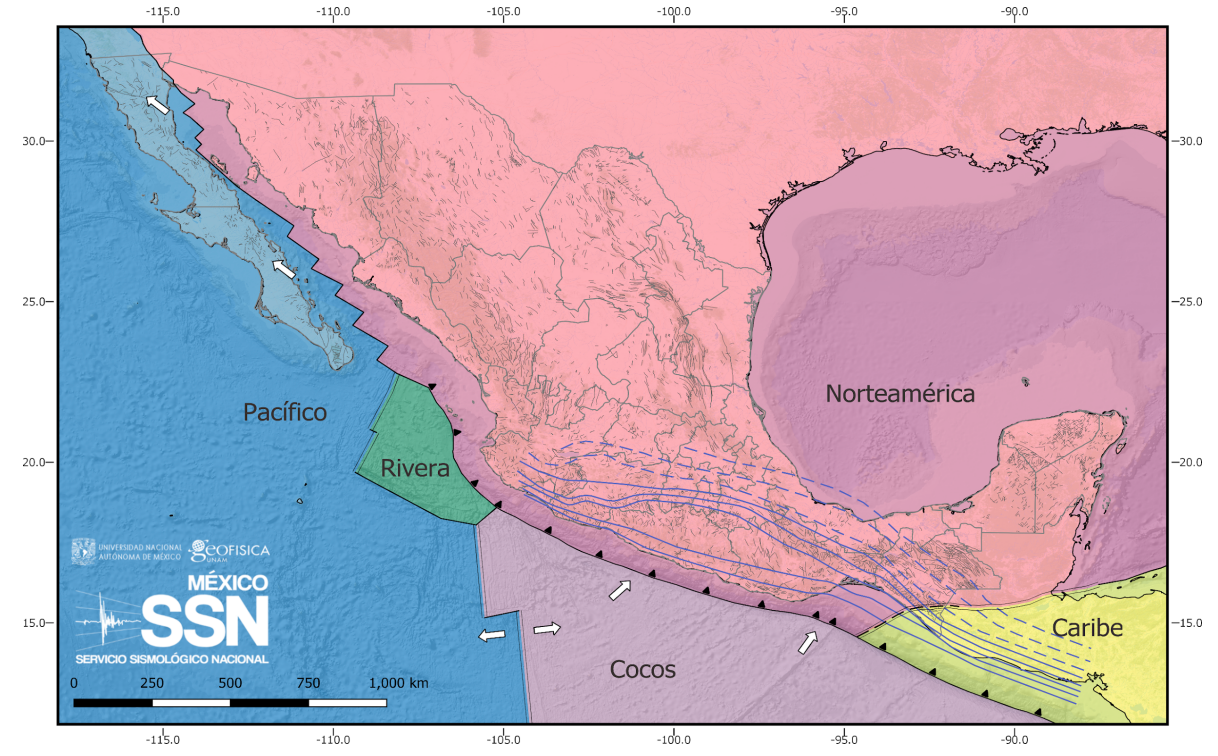
Tectónica de la República Mexicana.

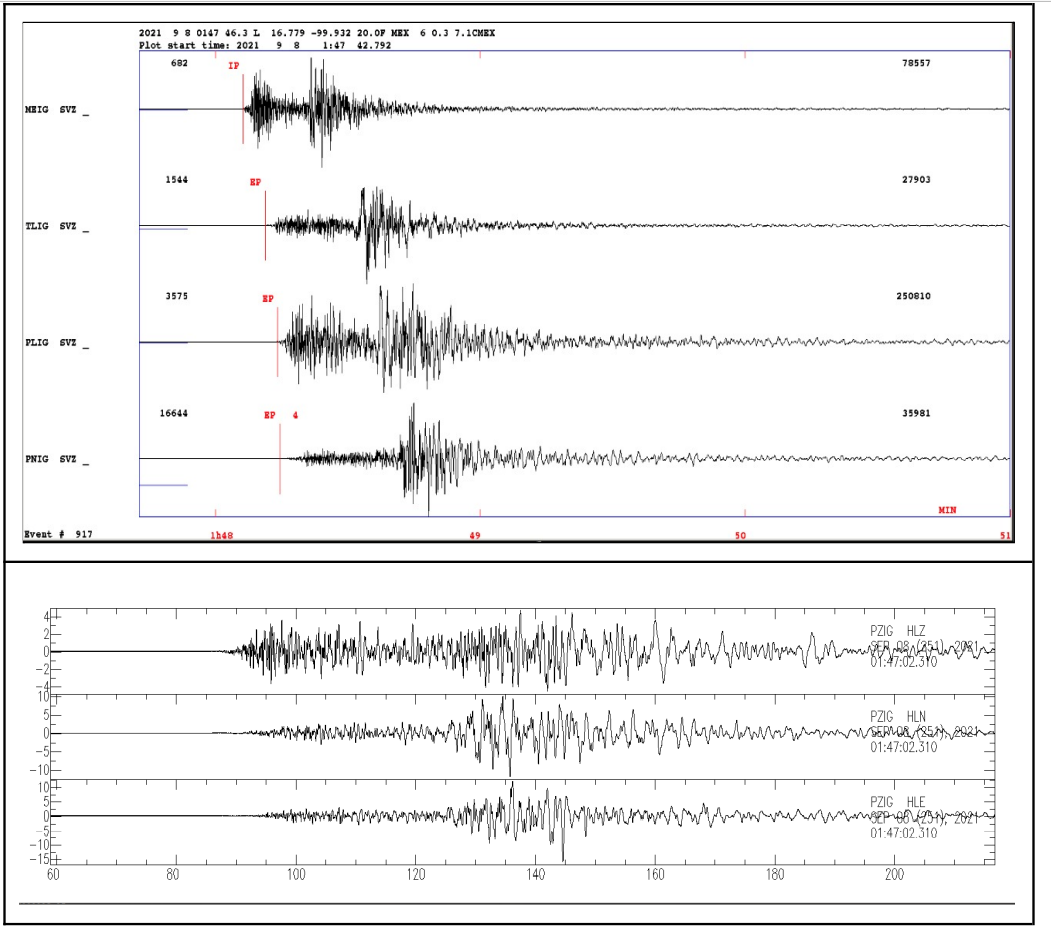
Registros sísmicos de aceleración en estaciones de banda ancha del Servicio Sismológico Nacional del temblor del día 7 de septiembre de 2021.

Localizado junto al límite entre las placas tectónicas de Cocos y Norteamérica en la Costa del Pacífico mexicano, el estado de Guerrero es uno de los más activos sísmicamente del país. En esta región, la placa de Cocos se está metiendo por debajo de la placa de Norteamérica en un fenómeno que se conoce como subducción. La trinchera Mesoamericana es el rasgo geomorfológico que delimita el contacto entre esas dos placas tectónicas. Guerrero es un estado que registra alrededor del 25% de la sismicidad que se presenta en México. Esto se debe a la entrada de la placa de Cocos (placa oceánica) por debajo de la placa de Norteamérica (placa continental). El punto de encuentro entre estas dos placas ocurre frente a las costas del Pacífico, desde el estado de Jalisco, hasta el de Chiapas. Sismos importantes en Guerrero, por mencionar algunos, son el sismo del Ángel del 28 de julio de 1957 de magnitud 7.5, y el sismo de Petatlán del 14 de marzo de 1979 con magnitud de 7.6. Ambos generaron daños importantes en regiones cercanas al epicentro y en la Ciudad de México. A medida que pasa el tiempo en una región en donde no ha ocurrido un sismo, mayor es la probabilidad de que ahí ocurra uno. Esta situación se presenta entre Acapulco y Petatlán en la Costa Grande de Guerrero, esta región es conocida por los sismólogos como la Brecha de Guerrero. En la Brecha de Guerrero, entre 1899 y 1911, ocurrieron cuatro sismos cuyas magnitudes oscilaron entre 7.5 y 7.8. Han pasado 108 años desde el último sismo en este lugar, por lo que se considera un sitio con alta probabilidad de ocurrencia para un sismo con magnitudes similares a las mencionadas. Estudios en el campo de sismología realizados por investigadores, tanto nacionales como extranjeros, han determinado que la Brecha de Guerrero es la región en donde se esperaría que ocurriera un sismo de magnitud considerable.

### Terremoto
El terremoto ocurrió como resultado de fallas de empuje poco profundas en o cerca del límite de la placa entre las placas de Cocos y América del Norte. Las soluciones de profundidad y mecanismo focal del evento son consistentes con el terremoto que ocurre en la interfaz de la zona de subducción (aproximadamente 20 km de profundidad) entre estas placas. El terremoto ocurrió aproximadamente a 60 km al noreste de la Fosa de América Media, donde la placa de Cocos comienza su descenso hacia el manto debajo de México. En la región de este terremoto, la placa de Cocos se mueve aproximadamente hacia el noreste a una velocidad de 65 mm / año.

## Impacto
Al menos 8.700 estructuras en 40 municipios de Guerrero sufrieron daños lo que afectó a 15.000 personas y a 3.060 de ellos en comunidades rurales.
| Intensidad Mercalli Modificada en diferentes estados de México |                                                  |
| MMI                                                            | Estados                                          |
| VIII (Severo)                                                  | Guerrero                                         |
| VI (Fuerte)                                                    | Ciudad de México                                 |
| V (Moderado)                                                   | Estado de México, Morelos, Puebla                |
| IV (Ligero)                                                    | Oaxaca, Michoacán, Veracruz, Hidalgo y Tlaxcala  |
| III (Débil)                                                    | Jalisco, Colima, Chiapas, Querétaro y Guanajuato |

Según la Secretaría de Protección Civil de Guerrero, más de 1,801 estructuras entre viviendas, escuelas, hoteles, hospitales y oficinas resultaron dañadas. Se reportaron aproximadamente 70 incidentes de derrumbes viales, 58 de ellos entre las ciudades de Acapulco y Chilpancingo. Once informes de derrumbes de carreteras ocurrieron en la Carretera Federal Mexicana 95 de Iguala a Chilpancingo. También se 
reportaron al menos 56 fugas de gas en Acapulco.
En Acapulco una edificación se balanceó y resultó dañada, también hubo cortes de energía eléctrica y se reportaron fugas de gas. Postes de servicios públicos y algunas viviendas resultaron con daños, al igual que varios autos. Se produjeron deslizamientos de rocas en la ciudad que bloquearon carreteras e interrumpieron el tráfico. Las carreteras también fueron bloqueadas por deslizamientos de tierra y desprendimientos de rocas. El terremoto generó pánico en la ciudad y expulsó a muchas personas de los hoteles. Se descubrieron daños menores en los edificios terminales del Aeropuerto Internacional de Acapulco, lo que motivó la suspensión de operaciones hasta las 11:30 hora local del día siguiente. Sin embargo, la torre de control del tráfico aéreo del aeropuerto resultó gravemente dañada cuando las tejas del techo y los escombros cayeron a la sala de control.
Más de 200 unidades en un edificio de apartamentos en Diamante, Acapulco fueron abandonadas por los residentes debido a la magnitud de los daños y al temor de que no fuera seguro para su ocupación. Otros 26 edificios de la ciudad fueron abandonados por vecinos, que pasaron la noche durmiendo en las calles. Los muros de contención de una escuela en el barrio Primero de Mayo colapsaron, dejando al descubierto sus cimientos y poniendo la estructura en riesgo de colapso total. Asentamientos rurales como Xaltianguis, Xolapa, Las Tortolitas, El Playón, La Sierrita, San José, Pablo Galeana, Las Marías, Agua Zarca y La Calera fueron afectados por el terremoto, todos reportaron daños en viviendas y heridos. Una lujosa casa de tres pisos en las zonas de Punta Brava de la ciudad se derrumbó por completo durante el temblor.
El terremoto derribó el gran árbol Enterolobium cyclocarpum de 50 años en la calle José María Iglesias, una atracción turística icónica en Acapulco. El colapso del árbol interrumpió el flujo de tráfico cuando cayó a la calle. Al menos 10 trabajadores del servicio público retiraron los restos del árbol a las 08:00 hora local del 8 de septiembre.
La Casona De Benito Juárez fue otro centro patrimonial y atractivo turístico que se vio severamente afectado por el terremoto. El edificio construido en la década de 1950 sufrió el colapso completo de una pared de adobe y tenía algunas grietas grandes. Los fragmentos de teja, barro y piedra que se utilizaron para construir el edificio quedaron esparcidos por el suelo después del terremoto.
En el municipio de Acatepec, el sismo dañó 824 viviendas, nueve escuelas y una iglesia.
Al menos 1,6 millones de personas en la Ciudad de México y otros cuatro estados mexicanos sufrieron cortes de electricidad. Se reportó que el 99% de las alarmas sísmicas instaladas en la Ciudad de México funcionaron y alertaron a la ciudadanía del siniestro con la debida anticipación. En la alcaldía Iztapalapa de la Ciudad de México, algunos usuarios del sistema Cablebús de la línea 2 quedaron varados en sus viajes dentro de las cabinas; los mismos pudieron completar sus viajes pasados unos minutos.

### Damnificados

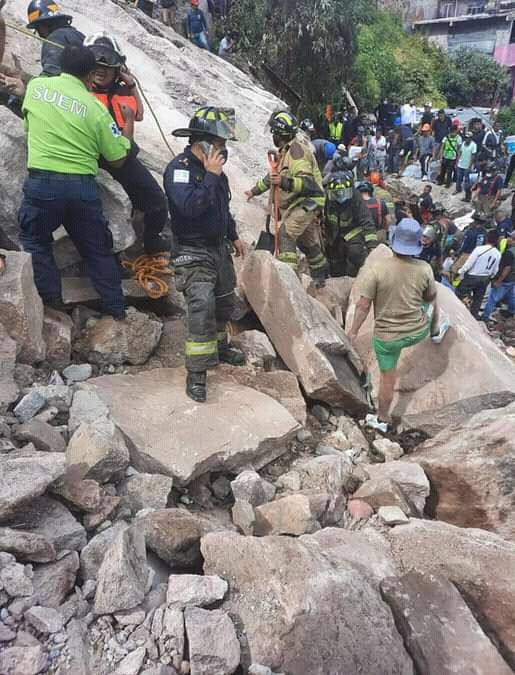
Rescatistas atendiendo el lugar de un deslizamiento de tierra en Cerro del Chiquihuite.

Héctor Astudillo, gobernador de Guerrero, confirmó que una persona falleció en el municipio de Coyuca de Benítez por la caída de un poste y otra persona también murió de un infarto en Puebla. Se informó de una tercera muerte en Xaltianguis, Guerrero, una anciana murió cuando se derrumbó una cerca en una clínica que estaba visitando. En Acapulco se informaron tres muertes adicionales atribuidas a ataques cardíacos.
Al menos 20 personas resultaron heridas en pueblos rurales que rodean el área de Acapulco durante el terremoto. Dos personas resultaron heridas en San Gaspar de los Reyes, Metepec cuando un muro se derrumbó sobre ellas mientras iban en una motocicleta. La pareja lesionada fue trasladada a un hospital de Metepec donde recibieron tratamiento. En Orizaba, Veracruz, tres personas sufrieron crisis nerviosas al quedar atrapadas en un ascensor del Hospital General Regional.
Dos días después del terremoto, un hombre murió en un choque vehicular en la carretera federal Acapulco-Pinotepa cerca de Acapulco, afectado por el terremoto.
El 10 de septiembre, a las 13:30 hora local, ocurrió un deslizamiento de tierra en el cerro del Chiquihuite en Tlalnepantla de Baz, Estado de México, matando a dos personas y causando una herida. Al menos 10 personas; seis adultos y cuatro niños estaban entre los desaparecidos. El deslizamiento de tierra trajo grandes rocas que destruyeron cuatro casas y enterraron a varias cerca de la ladera. Al menos 80 residentes fueron evacuados. Según el gobernador del Estado de México, Alfredo del Mazo Maza, las fuertes lluvias en la ciudad, así como el terremoto, debilitaron las condiciones del suelo en el cerro, desencadenando el deslizamiento de tierra.
Una niña de 14 años de Tortolitas se convirtió en la décima víctima mortal del terremoto luego de sucumbir a las heridas que sufrió al derrumbarse un muro.
El 15 de septiembre, la Procuraduría General de la República de México confirmó la recuperación del cuerpo de un desaparecido bajo el deslizamiento de tierra en Cerro del Chiquihuite. La víctima fue identificada como una niña de tres años por sus familiares.
Los cuerpos en descomposición de dos personas; una madre (también madre del niño recuperado el 15 de septiembre) y su hijo inicialmente desaparecidos fueron encontrados bajo el deslizamiento de tierra el 22 de septiembre.

## Tsunami
Aproximadamente diez minutos después del terremoto, el Centro de Alerta de Tsunami del Pacífico emitió inicialmente un mensaje de amenaza de tsunami para el terremoto que tuvo una magnitud preliminar de Mw   7,4 a 50 km de profundidad. Un pequeño tsunami de 1,2 pies (0,37 m) se registró en Acapulco a las 01:54, cinco minutos después del sismo principal. La misma estación de observación observó un tsunami hasta 0.48 metros a las 02:04.
La amenaza de tsunami fue cancelada por el Centro de Alerta de Tsunamis del Pacífico a las 03:39 UTC.

## Respuesta
La alcaldesa de Acapulco, Adela Román, ha instado a los vecinos a mantener la calma mientras se evalúa la situación.
Las autoridades de Guerrero solicitaron una Declaración de Desastre para el área en respuesta al terremoto.